# 이남규 (1855년)
이남규(李南珪, 1855년 11월 3일 ~ 1907년 9월 26일)는 구한말의 위정척사파이자 독립운동가로, 자는 원팔(元八), 호는 산좌(汕佐), 수당(修堂)이며 본관은 한산(韓山), 충청남도 예산군 출신이다. 1875년 사마시 양과에 급제했으며 1882년 문과에 급제하면서 승정원 권지부정자에 오르게 된다. 1885년 홍문관 교리로 임명된 이후 부수찬과 수찬을 역임했으며 1893년에는 부호군, 1896년에는 안동부 관찰사로 임명되었고 1898년에는 중추원 의관으로 임명되기에 이른다.

## 위정척사
이남규는 1893년 일본의 조선 내정 간섭을 규탄하는 상소인 청절왜소(請絶倭疏)를 올렸고 1895년에는 을미사변(명성황후 시해 사건)을 규탄하는 상소인 청복왕후위호 토적복수소(請復王后位號 討賊復讐疏), 1905년에는 을사조약 체결을 규탄하는 상소인 청토적소(請討賊疏)를 올려 매국노 처단과 일제와의 결전을 주장했다.

## 의병장
이남규는 1906년 충청남도 홍주(현재의 충청남도 홍성군)에서 의병을 일으킨 의병장 민종식을 은신시켰고 그 사건으로 인해 공주감옥에 수감되었다가 한 달 만에 석방되었다. 1907년 충청남도 아산군(현재의 충청남도 아산시)에서 자신의 아들 이충구와 함께 피살되었다.

## 사후
1962년 대한민국 정부로부터 건국훈장 독립장을 추서받았다.